# Een echte job
Een echte job is een Vlaams televisieprogramma op VTM waarin vijf bekende Vlamingen na een spoedcursus verpleegkunde enkele weken stage lopen in een ziekenhuis onder supervisie van een gediplomeerde mentor.
Het programma stootte op kritiek van studenten verpleegkunde die vinden dat de realiteit van de opleiding niet correct wordt weergegeven.
In Nederland wordt een gelijkaardig programma uitgezonden door SBS6 onder de naam BN’ers in het ziekenhuis.

## Overzicht
| Seizoen | Startdatum       | Einddatum        | Uitzenddag | Ziekenhuis                       | Bekende Vlamingen   | Bekende Vlamingen         | Bekende Vlamingen  | Bekende Vlamingen    | Bekende Vlamingen |
| ------- | ---------------- | ---------------- | ---------- | -------------------------------- | ------------------- | ------------------------- | ------------------ | -------------------- | ----------------- |
| S1      | 2 september 2020 | 28 oktober 2020  | Woensdag   | UZ Gent                          | Materniteit         | Kinderzorg                | Urologie           | Geriatrie            | Orthopedie        |
| S1      | 2 september 2020 | 28 oktober 2020  | Woensdag   | UZ Gent                          | Julie Van den Steen | Sean Dhondt               | Bart Kaëll         | Laura Tesoro         | Niels Albert      |
| S2      | 13 januari 2021  | 17 februari 2021 | Woensdag   | Jessa Ziekenhuis Hasselt         | Pediatrie           | Revalidatie               | Neurochirurgie     | Geriatrie            | Oncologie         |
| S2      | 13 januari 2021  | 17 februari 2021 | Woensdag   | Jessa Ziekenhuis Hasselt         | Stefaan Degand      | Joris van Rossem          | Nora Gharib        | Jonas Van Geel       | Frances Lefebure  |
| S3      | 16 januari 2023  | 13 februari 2023 | Maandag    | Onze-Lieve-Vrouwziekenhuis Aalst | Pediatrie           | Spoed                     | Neurochirurgie     | Geriatrie            | Orthopedie        |
| S3      | 16 januari 2023  | 13 februari 2023 | Maandag    | Onze-Lieve-Vrouwziekenhuis Aalst | An Lemmens          | Dominique Persoone        | Andy Peelman       | Julie Vermeire       | Sarah Mouhamou    |
| S4      | 1 januari 2024   | 19 februari 2024 | Maandag    | UZ Gasthuisberg                  | Spoed               | Abdominale Transplantatie | Intensieve Zorgen  | Thoraxheelkunde      | Kinderoncologie   |
| S4      | 1 januari 2024   | 19 februari 2024 | Maandag    | UZ Gasthuisberg                  | Kamal Kharmach      | Kürt Rogiers              | Celine Van Ouytsel | Stephanie Planckaert | Nathalie Meskens  |
| S5      | 6 januari 2025   | Voorjaar 2025    | Maandag    | UZ Gasthuisberg                  | Spoed               | Neonatologie              | Traumatologie      | Abdominale heelkunde | Hepatologie       |
| S5      | 6 januari 2025   | Voorjaar 2025    | Maandag    | UZ Gasthuisberg                  | Manu Van Acker      | Tine Embrechts            | Zita Wauters       | Ruth Beeckmans       | Helmut Lotti      |

## Seizoen 1
In het eerste seizoen krijgen de BV's een opleiding van twee dagen aan de Arteveldehogeschool en draaien ze drie weken lang mee op een afdeling in het UZ Gent.

### Bekende Vlamingen
| Naam                | Beroep                    | Afdeling                                       |
| ------------------- | ------------------------- | ---------------------------------------------- |
| Niels Albert        | ex-veldrijder             | orthopedie en traumatologie                    |
| Sean Dhondt         | zanger en presentator     | kinderzorg (revalidatiecentrum Pulderbos)      |
| Bart Kaëll          | zanger                    | urologie, gynaecologie en plastische heelkunde |
| Laura Tesoro        | zangeres en presentatrice | geriatrie                                      |
| Julie Van den Steen | presentatrice en actrice  | materniteit                                    |

### Afleveringen
| Afl. | Uitzenddatum      | Kijkcijfers (live) |
| ---- | ----------------- | ------------------ |
| 1    | 2 september 2020  | 486.032            |
| 2    | 9 september 2020  | 468.376            |
| 3    | 16 september 2020 | 455.800            |
| 4    | 23 september 2020 | 551.540            |
| 5    | 30 september 2020 | 488.804            |
| 6    | 7 oktober 2020    | 444.848            |
| 7    | 21 oktober 2020   | 514.814            |
| 8    | 28 oktober 2020   | 484.163            |

## Seizoen 2
In het tweede seizoen krijgen vijf nieuwe BV's een stoomcursus bij PXL-Heathcare en lopen ze stage in het Jessa Ziekenhuis in Hasselt.

### Bekende Vlamingen
| Naam             | Beroep                             | Afdeling                         |
| ---------------- | ---------------------------------- | -------------------------------- |
| Nora Gharib      | zangeres, actrice en presentatrice | neurochirurgie                   |
| Stefaan Degand   | acteur                             | pediatrie                        |
| Jonas Van Geel   | acteur, presentator en zanger      | geriatrie                        |
| Frances Lefebure | actrice en presentatrice           | oncologie                        |
| Joris van Rossem | zanger                             | revalidatie (campus Sint-Ursula) |

### Afleveringen
| Afl. | Uitzenddatum     | Kijkcijfers (live) |
| ---- | ---------------- | ------------------ |
| 1    | 13 januari 2022  | 432.697            |
| 2    | 20 januari 2022  | 403.604            |
| 3    | 27 januari 2022  | 469.365            |
| 4    | 3 februari 2022  | 505.370            |
| 5    | 10 februari 2022 | 410.525            |
| 6    | 17 februari 2022 | 416.496            |

## Seizoen 3
In het derde seizoen lopen Julie Vermeire, An Lemmens, Andy Peelman, Dominique Persoone en Sarah Mouhamou stage in het Onze-Lieve-Vrouwziekenhuis in Aalst. Seizoen 3 werd vanaf 16 januari 2023 uitgezonden.

### Bekende Vlamingen
| Naam               | Beroep                 | Afdeling       |
| ------------------ | ---------------------- | -------------- |
| Julie Vermeire     | tv-persoonlijkheid     | geriatrie      |
| An Lemmens         | presentatrice          | pediatrie      |
| Andy Peelman       | acteur, presentator    | neurochirurgie |
| Dominique Persoone | chocolatier            | spoed          |
| Sarah Mouhamou     | actrice, presentatrice | orthopedie     |

### Afleveringen
| Afl. | Uitzenddatum     | Kijkcijfers (live) |
| ---- | ---------------- | ------------------ |
| 1    | 16 januari 2023  | 496.792            |
| 2    | 23 januari 2023  | 533.370            |
| 3    | 30 januari 2023  | 532.467            |
| 4    | 6 februari 2023  | 474.638            |
| 5    | 13 februari 2023 | 495.782            |

## Seizoen 4
In het vierde seizoen lopen Stephanie Planckaert, Nathalie Meskens, Kürt Rogiers, Celine Van Ouytsel en Kamal Kharmach stage in het UZ Leuven. Het vierde seizoen werd vanaf 1 januari 2024 uitgezonden.

### Bekende Vlamingen
| Naam                 | Beroep                             | Afdeling                  |
| -------------------- | ---------------------------------- | ------------------------- |
| Stephanie Planckaert | tv-persoonlijkheid                 | thoraxheelkunde           |
| Nathalie Meskens     | presentatrice, zangeres            | kinderoncologie           |
| Kürt Rogiers         | presentator, acteur                | abdominale transplantatie |
| Celine Van Ouytsel   | presentatrice, juriste, influencer | intensieve zorgen         |
| Kamal Kharmach       | presentator, komiek, docent        | spoed                     |

### Afleveringen
| Afl. | Uitzenddatum     | Kijkcijfers (live) |
| ---- | ---------------- | ------------------ |
| 1    | 1 januari 2024   | 477.715            |
| 2    | 8 januari 2024   | 650.303            |
| 3    | 15 januari 2024  | 629.065            |
| 4    | 22 januari 2024  | 529.245            |
| 5    | 29 januari 2024  | 517.958            |
| 6    | 5 februari 2024  | 547.180            |
| 7    | 12 februari 2024 | 476.178            |
| 8    | 19 februari 2024 | 630.605            |

## Seizoen 5
In het vijfde seizoen lopen Ruth Beeckmans, Helmut Lotti, Zita Wauters, Manu Van Acker en Tine Embrechts stage in het UZ Leuven. Het vijfde seizoen startte op 6 januari 2025.
| Naam           | Beroep                           | Afdeling                  |
| -------------- | -------------------------------- | ------------------------- |
| Ruth Beeckmans | presentatrice, actrice           | abdominale heelkunde      |
| Helmut Lotti   | zanger                           | hepatologie               |
| Zita Wauters   | tv-persoonlijkheid               | trauma                    |
| Manu Van Acker | presentator                      | spoed                     |
| Tine Embrechts | presentatrice, zangeres, actrice | neonatale intensieve zorg |

### Afleveringen
| Afl. | Uitzenddatum     | Kijkcijfers |
| ---- | ---------------- | ----------- |
| 1    | 6 januari 2025   |             |
| 2    | 13 januari 2025  |             |
| 3    | 20 januari 2025  |             |
| 4    | 27 januari 2025  |             |
| 5    | 3 februari 2025  |             |
| 6    | 10 februari 2025 |             |
| 7    | 17 februari 2025 |             |
| 8    | 24 februari 2025 |             |